# Fest utanför Roms murar en oktoberkväll
Fest utanför Roms murar en oktoberkväll (danska: Lystighed uden for Roms mure på en oktoberaften) är en oljemålning från 1839 av den danske guldålderskonstnären Wilhelm Marstrand. Målningen tillhör Thorvaldsens Museum i Köpenhamn. 
Marstrand reste 1836 till Rom och stannade där i fyra år. Där utvecklades i hög grad såväl hans teknik som hans skönhetssinne. Han målade nu romerska folklivsscener med liv, fart och glädje, till exempel i Fest utanför Roms murar en oktoberkväll och Romerska borgare samlade till fest i en osteria. I den senare målade han in sin mecenat, vinhandlaren Christian Waagepetersen, som besökte honom i Rom.

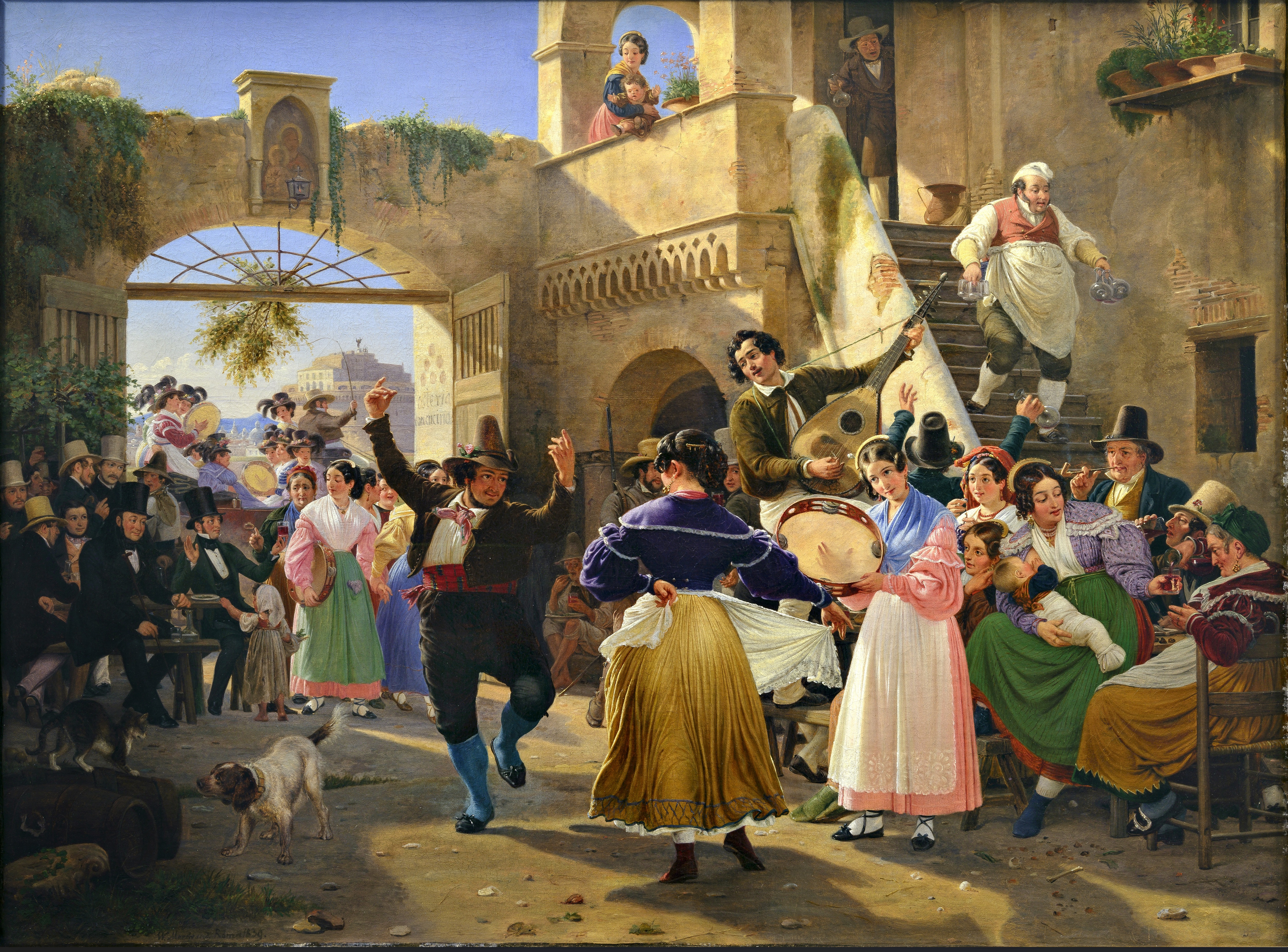
Romerska borgare samlade till fest i en osteria (1839), Nivaagaards Malerisamling. Den här målningen beställdes av Christian Waagepetersen som själv sitter svartklädd till vänster i bild och lyfter ett glas med ena handen.